# ألفرد ليون
ألفرد ليون (بالألمانية: Alfred Lion) (و. 1908 – 1987 م) هو منتج أسطوانات، ورائد أعمال، وملحن من ألمانيا، والولايات المتحدة، توفي في سان دييغو، عن عمر يناهز 79 عاماً.

## جوائز
حصل على جوائز منها:
- جائزة غرامي للأمناء [الإنجليزية]‏ (2005).

## روابط خارجية
- ألفرد ليون على موقع ميوزك برينز (الإنجليزية)
- ألفرد ليون على موقع أول ميوزيك (الإنجليزية)
- ألفرد ليون على موقع ديسكوغز (الإنجليزية)